# YouPorn
YouPorn es un sitio web libre donde se comparte material de sexo sin censura, en formato video, que tiene una estructura y un funcionamiento muy similar a YouTube   (página web en la que se inspira). YouPorn obtuvo ingresos por $109,120 USD mensuales en publicidad durante junio de 2007.
El mismo posee material pornográfico en las que se concentran todo tipo de actividades sexuales tanto heterosexuales como homosexuales, bisexuales, transexuales etc, la mayor parte de su material son ediciones o cortos de videos profesionales de actores como Peter North, Sativa Rose entre muchos otros extraídos de versiones demo de sitios pornográficos de no más de 10 o 20 minutos, o extraídas de medios magnéticos como VHS u ópticos como DVD, aunque también existe material casero capturado con teléfonos móviles, o videocámaras domésticas. Todo el material alojado es aportado por usuarios del propio sitio de video.
Los videos mostrados están incrustados dentro de su página en formato propietario de Adobe Systems FLV para evitar su copia. Según Alexa comenzó a operar en agosto de 2006, aunque el dominio ya había sido registrado por una compañía californiana en diciembre de 2005 y desde entonces se encuentra funcionando desde un servicio de hosting ubicado en Texas.